# Chemoprophylaxe
Eine Chemoprophylaxe (auch Chemoprophylaxis) ist die vorbeugende (prophylaktische) Gabe eines Antiinfektivums, um eine Infektionskrankheit, eine bakterielle Infektion oder die Verbreitung eines Krankheitserregers zu verhindern. Die Chemoprophylaxe gehört zu den dispositionsprophylaktischen Maßnahmen des Infektionsschutzes. Bereits vor der Ära der Antibiotika wurden Chemoprophylaxen durchgeführt.
Beispiele:
- perioperative Chemoprophylaxe: Bei Operationen im Magen-Darm-Trakt bzw. in infizierten Wunden kann es zum Einschwemmen von Bakterien in die Blutbahn kommen. Um einen Infekt zu verhindern gibt man daher ein Antibiotikum.
- rezidivierende Harnwegsinfekte: Bei Personen, die häufig rezidivierende Harnwegsinfekte zeigen, kann es zur Verhinderung von dauerhaften Schädigungen notwendig sein, über einen längeren Zeitraum ein Antibiotikum zu verschreiben, um eine Erkrankung zu verhindern.
- Postexpositionsprophylaxe bei ansteckenden Erkrankungen: Um zu verhindern, dass nach einem nachgewiesenen oder vermuteten Kontakt eine Infektion oder Infektionskrankheit entsteht, wird unmittelbar nach einem Erregerkontakt eine spezifische Therapie verabreicht.
- Malariaprophylaxe: Die Chemoprophylaxe ist neben der Expositionsprophylaxe (Schutz vor Moskitostichen) und der Stand-by-Prophylaxe (Notfallmedikation) Bestandteil der Malariaprophylaxe.